# Danh sách quốc gia Châu Á theo chiều dài đường bờ biển
Danh sách các quốc gia châu Á theo chiều dài đường bờ biển là một bảng thống kê được cập nhật từ CIA World Factbook của Mỹ, bao gồm thống kê chiều dài đường bờ biển của 54 quốc gia và vùng lãnh thổ ở châu Á (48 quốc gia và 6 vùng lãnh thổ). Trong đó có một số đối tượng không rõ số liệu, như: Abkhazia và Palestine. 
| STT | Quốc gia và Vùng lãnh thổ | Chiều dài đường bờ biển (Km) |
| --- | ------------------------- | ---------------------------- |
| 1   | Nhật Bản                  | 29.752                       |
| 2   | Trung Quốc                | 14.500                       |
| 3   | Indonesia                 | 54.716                       |
| 4   | Ấn Độ                     | 7.000                        |
| 5   | Hàn Quốc                  | 3.495                        |
| 6   | CHDCND Triều Tiên         | 3.413                        |
| 7   | Đài Loan                  | 5.166                        |
| 8   | Hong Kong                 | 733                          |
| 9   | Macau                     | 41                           |
| 10  | Mông Cổ                   | 0                            |
| 11  | Malaysia                  | 4.675                        |
| 12  | Singapore                 | 193                          |
| 13  | Brunei                    | 161                          |
| 14  | Thái Lan                  | 3.219                        |
| 15  | Việt Nam                  | 5.444                        |
| 16  | Campuchia                 | 443                          |
| 17  | Đông Timor                | 706                          |
| 18  | Myanma                    | 1.930                        |
| 19  | Lào                       | 0                            |
| 20  | Philippines               | 36.289                       |
| 21  | Bangladesh                | 580                          |
| 22  | Nepal                     | 0                            |
| 23  | Bhutan                    | 0                            |
| 24  | Maldives                  | 644                          |
| 25  | Sri Lanka                 | 1.340                        |
| 26  | Pakistan                  | 1.046                        |
| 27  | Kazakhstan                | 0                            |
| 28  | Uzbekistan                | 0                            |
| 29  | Turkmenistan              | 0                            |
| 30  | Afghanistan               | 0                            |
| 31  | Kyrgyzstan                | 0                            |
| 32  | Tajikistan                | 0                            |
| 33  | Iran                      | 2.440                        |
| 34  | Iraq                      | 58                           |
| 35  | Ả Rập Saudi               | 2.640                        |
| 36  | UAE                       | 1.318                        |
| 37  | Kuwait                    | 499                          |
| 38  | Qatar                     | 563                          |
| 39  | Bahrain                   | 161                          |
| 40  | Yemen                     | 1.906                        |
| 41  | Oman                      | 2.092                        |
| 42  | Jordan                    | 26                           |
| 43  | Liban                     | 255                          |
| 44  | Syria                     | 193                          |
| 45  | Gruzia                    | 310                          |
| 46  | Armenia                   | 0                            |
| 47  | Azerbaijan                | 0                            |
| 48  | Síp                       | 648                          |
| 49  | Palestine                 | 40                           |
| 50  | Israel                    | 273                          |
| 51  | Nam Ossetia               | 0                            |
| 52  | Abkhazia                  | 210                          |
| 53  | Nagorno-Karabakh          | 0                            |
| 54  | Thổ Nhĩ Kỳ                | 7.200                        |